# Kanton Vouvray
Vouvray is een kanton van het Franse departement Indre-et-Loire. Het kanton maakt deel uit van het arrondissement Tours.

## Gemeenten
Het kanton Vouvray omvatte tot 2014 de volgende 11 gemeenten:
- Chançay
- Chanceaux-sur-Choisille
- Monnaie
- Neuillé-le-Lierre
- Noizay
- Notre-Dame-d'Oé
- Parçay-Meslay
- Reugny
- Rochecorbon
- Vernou-sur-Brenne
- Vouvray (hoofdplaats)

Na de herindeling van de kantons bij decreet van 18 februari 2014
, 
met uitwerking op 22 maart 2015, omvat het volgende 10 gemeenten : 
- Chançay
- Chanceaux-sur-Choisille
- Mettray
- Monnaie
- Notre-Dame-d'Oé
- Parçay-Meslay
- Reugny
- Rochecorbon
- Vernou-sur-Brenne
- Vouvray (hoofdplaats)